# Théodore d'Hargeville
André François Marie Théodore du Fourc de Lanneau, comte d'Hargeville, plus connu sous le nom de Théodore d'Hargeville mais signant sous son prénom Théodore, né à Paris le 7 septembre 1790 et mort à Savigny-sur-Orge le 18 août 1861, est un auteur dramatique français.

## Biographie
Comme de nombreux auteurs dramatiques du XIXe siècle (Théodore d'Artois, Théodore Maillard, Théodore Nézel, Théodore Anne...), Théodore d'Hargeville signe de son prénom les pièces qu'il a écrites. 
Lieutenant de la gendarmerie royale de la ville de Paris, aide des cérémonies électif de l'Ordre des chevaliers du Saint-Sépulcre, il est présent le 4 juillet 1818 à la cérémonie de réconciliation et est nommé archiconfrére et conseiller d'honneur en 1823.

## Œuvres
- 1810 : M. Delahure, ou le Troyen à Paris, comédie en un acte, mêlée de couplets, avec Claude Aime Desprez
- 1815 : Dieu, l'Honneur et les Dames, mélodrame, avec Cuvelier de Trie
- 1815 : Le Troubadour portugais, mélodrame en trois actes, Théâtre de l'Ambigu-Comique, 7 novembre, avec Paul de Kock et E. F. Varez
- 1816 : Clytemnestre, tragédie en cinq actes
- 1818 : La Préface et le Commentaire, comédie en un acte, Théâtre de la Gaîté, 16 mars, avec Henri Simon
- 1821 : Une nuit de Séville, comédie en un acte, mêlée de couplets, Théâtre du Panorama-Dramatique, 22 mai